# Harriet Bosse
Harriet Sofie Bosse [Bå'sse], född 19 februari 1878 i Kristiania (Oslo), död 2 november 1961 i Oslo, var en norsk-svensk sångerska och skådespelare.

## Biografi
Bosse hade en tysk far och en dansk mor. Hon studerade vid Kungliga Musikkonservatoriet i Stockholm. På våren 1897, efter tre års studier, tog hon examen med specialbetyg i sång. Hon scendebuterade 1896 i Romeo och Julia på Tivoli Theater i Kristiania i en uppsättning av hennes syster Alma och dennas man Johan Fahlstrøms regi. Under vintern 1898 fick hon tillfälle att följa lektionerna vid Comédie Françaises konservatorium i Paris.[källa behövs]
Hon engagerades vid Dramaten i Stockholm 1899. Eftersom hon hade svårt med svenska språket tog hon lektioner hos en talpedagog för att bli av med sin norska brytning.[källa behövs]
Bosse engagerades 1906 av Albert Ranft till Svenska teatern i Stockholm och kom att bli teaterns stora stjärna. Hon engagerades åter vid Dramaten 1911 med löfte om att få spela tyngre roller. 1919–1921 spelade hon under vårsäsongen på "Intima teatern" eller Komediteatern. Dessutom gästspelade hon i landsorten, liksom i Göteborg, Oslo och Helsingfors.
Sina sista tio år på Dramaten 1933–1943 beskrev hon själv som en golgatavandring då hon fick allt svårare att få intressanta roller. I maj 1943 gick hon i pension för att 1955 flytta till Norge där hennes båda barn med familjer bodde.

### Privatliv
Harriet Bosse var dotter till bokförläggare Heinrich Bosse och Anne-Marie Lehman. Hon var gift första gången med August Strindberg 1901–1904, andra gången med Gunnar Wingård 1908–1911 och tredje gången med Edvin Adolphson 1927–1932. Hon hade med Strindberg dottern Anne-Marie (1902–2007) och med Wingård sonen Bo Gunnarsson Wingård (1909–1972).
Harriet Bosse har själv berättat hur det började:
"Strindberg lade sina händer på mina axlar och såg djupt och innerligt på mig och frågade:
– Vill ni ha ett litet barn med mig, fröken Bosse?
Jag neg och svarade helt hypnotiskt: Ja, tack. Och så var vi förlovade.”

## Filmografi
- 1919 – Kameraden
- 1919 – Ingmarssönerna
- 1920 – Karin Ingmarsdotter
- 1936 – Bombi Bitt och jag
- 1943 – Anna Lans
- 1944 – Appassionata

## Teater

### Roller (ej komplett)
| År   | Roll                   | Produktion                                              | Regi              | Teater                     |
| ---- | ---------------------- | ------------------------------------------------------- | ----------------- | -------------------------- |
| 1900 | Loyse                  | Gringoire Théodore de Banville                          |                   | Dramatiska Teatern         |
| 1900 |                        | Den nye bibliotekarien Gustav von Moser                 |                   | Dramatiska Teatern         |
| 1901 | Germaine               | Familjeband Gaston Devore                               |                   | Dramatiska Teatern         |
| 1901 | Jolanta                | Kung Renés dotter Henrik Hertz                          |                   | Dramatiska Teatern         |
| 1902 | Hero                   | Mycket väsen för ingenting William Shakespeare          |                   | Dramatiska Teatern         |
| 1903 | Nennele                | Som blad för stormen Giuseppe Giacosa                   |                   | Dramatiska Teatern         |
| 1906 | Tove                   | Gurre Holger Drachmann                                  |                   | Svenska teatern, Stockholm |
| 1906 |                        | Småborgare Maksim Gorkij                                |                   | Svenska teatern, Stockholm |
| 1906 | Mélisande              | Pelléas och Mélisande Maurice Maeterlinck               |                   | Svenska teatern, Stockholm |
| 1907 | Indras dotter          | Ett drömspel August Strindberg                          |                   | Svenska teatern, Stockholm |
| 1907 | Kersti                 | Kronbruden August Strindberg                            | Victor Castegren  | Svenska teatern, Stockholm |
| 1907 | Ann Whitefield         | Mannen och hans överman George Bernard Shaw             |                   | Svenska teatern, Stockholm |
| 1908 | Marie-Louise           | Tjuven Max Bernstein                                    |                   | Svenska teatern, Stockholm |
| 1908 | Elga                   | Elga Gerhart Hauptmann                                  |                   | Svenska teatern, Stockholm |
| 1908 | Salome                 | Johannes Hermann Sudermann                              |                   | Svenska teatern, Stockholm |
| 1909 | Mrs Worthley           | Mrs Dot W. Somerset Maugham                             | Karl Hedberg      | Svenska teatern, Stockholm |
| 1909 | Maria                  | Tjänaren i huset Charles Rann Kennedy                   | Victor Castegren  | Svenska teatern, Stockholm |
| 1909 | Claudine van Zuylen    | Trohetseden Oscar Blumenthal                            |                   | Vasateatern                |
| 1910 | Änkan                  | Kärlekens krokvägar Tor Hedberg                         |                   | Svenska teatern, Stockholm |
| 1910 |                        | Den bergtagna Ernst Ahlgren och Axel Lundegård          |                   | Svenska teatern, Stockholm |
| 1910 | Maria Hamilton         | Nils Ehrensköld Gustaf von Horn                         |                   | Svenska teatern, Stockholm |
| 1910 | Statsministerns hustru | Örnarna Ernst Didring                                   | Karl Hedberg      | Svenska teatern, Stockholm |
| 1910 |                        | Chokladdockan Paul Gavault                              |                   | Svenska teatern, Stockholm |
| 1910 |                        | Konserten Hermann Bahr                                  |                   | Svenska teatern, Stockholm |
| 1910 | Fröken Örnflykt        | Min nièce Gustaf von Horn                               |                   | Svenska teatern, Stockholm |
| 1911 | Elisabeth Dohna        | Gösta Berlings saga Selma Lagerlöf                      | Albert Ranft      | Svenska teatern, Stockholm |
| 1915 | Helène de Trévillac    | Äventyret Gaston Arman de Caillavet och Robert de Flers | Karl Hedberg      | Dramaten                   |
| 1919 | Fröken Hilde Wangel    | Byggmästare Solness Henrik Ibsen                        | Einar Fröberg     | Intima teatern             |
| 1919 | Julia                  | Balkongen Gunnar Heiberg                                | Rune Carlsten     | Intima teatern             |
| 1920 | Suzanne Leblanc        | Aigretten Dario Niccodemi                               | Einar Fröberg     | Intima teatern             |
| 1920 | Viktoria               | Änkleken W. Somerset Maugham                            | Rune Carlsten     | Intima teatern             |
| 1921 | Nju                    | Nju Osip Dymov                                          | Rune Carlsten     | Intima teatern             |
| 1921 | Eleonora               | Påsk August Strindberg                                  |                   | Intima teatern             |
| 1921 | Jacqueline             | En hustru för mycket Francis de Croisset                | Einar Fröberg     | Intima teatern             |
| 1921 | Chitra                 | Chitra Rabindranath Tagore                              | Einar Fröberg     | Intima teatern             |
| 1921 | Den unga flickan       | Himlens hemlighet Pär Lagerkvist                        | Einar Fröberg     | Intima teatern             |
| 1923 | Daisy                  | Öster om Suez W. Somerset Maugham                       | Ernst Eklund      | Komediteatern              |
| 1923 | Kate                   | Värdshuset Råbocken Oliver Goldsmith                    | Olof Molander     | Dramaten                   |
| 1930 | Suzy Courtois          | Topaze Marcel Pagnol                                    | Gustaf Linden     | Dramaten                   |
| 1930 | Bodil Juhl             | Årgång 30 Jens Locher                                   | Tollie Zellman    | Teatern vid Sveavägen      |
| 1933 | Grusinskaja            | Grand Hotel Vicki Baum                                  | Gösta Ekman       | Vasateatern                |
| 1934 | Mikaela Bonalt         | En hederlig man Sigfrid Siwertz                         | Alf Sjöberg       | Dramaten                   |
| 1938 | Fru Morehead           | Kvinnorna Clare Boothe Luce                             | Rune Carlsten     | Dramaten                   |
| 1939 | Elise                  | Nederlaget Nordahl Grieg                                | Svend Gade        | Dramaten                   |
| 1939 | Belle Schlessinger     | Guldbröllop Dodie Smith                                 | Carlo Keil-Möller | Dramaten                   |
| 1942 | Mrs Brown              | Claudia Rose Franken                                    | Carlo Keil-Möller | Dramaten                   |
| 1943 | Överstinnan Elsa Båge  | Den stora skuggan Carlo Keil-Möller                     | Carlo Keil-Möller | Dramaten                   |

- Titelrollen i Elektra
- Fru Capulet i Romeo och Julia
- Viola i Trettondagsafton
- Clärchen i Egmont
- Titelrollen i Maria Stuart
- Hedvig i Vildanden
- Eleonora i Påsk
- Henriette i Brott och brott
- Titelrollen i Drottning Kristina
- Margit i Herr Bengts hustru
- Agna i Johan Ulfstierna
- Eliza i Pygmalion

## Bilder

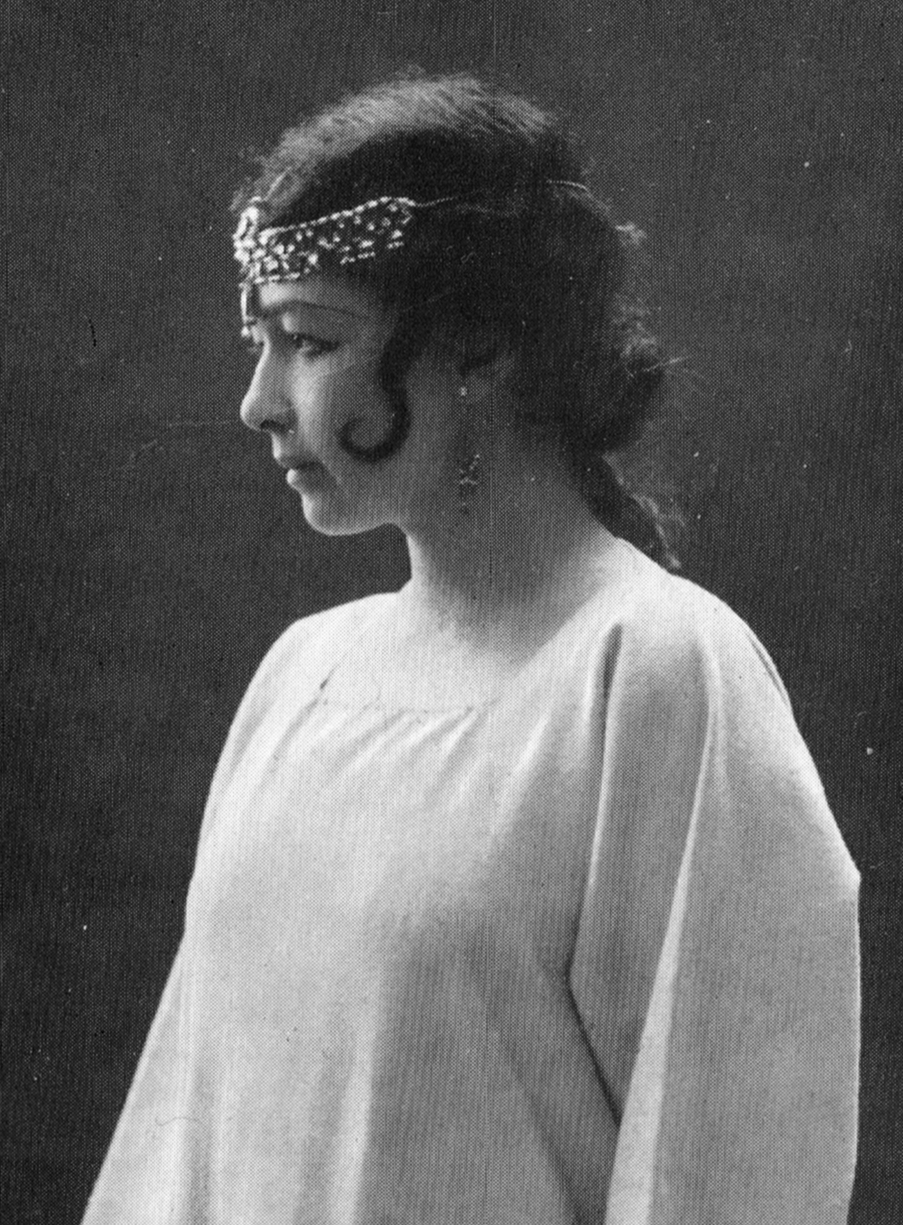
Harriet Bosse som Indras dotter i Ett drömspel av August Strindberg.
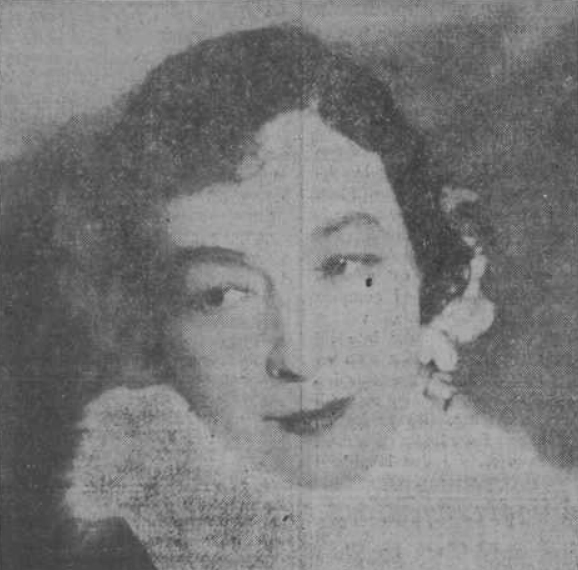
Grusinskaja i Grand Hotel på Vasateatern 1933.
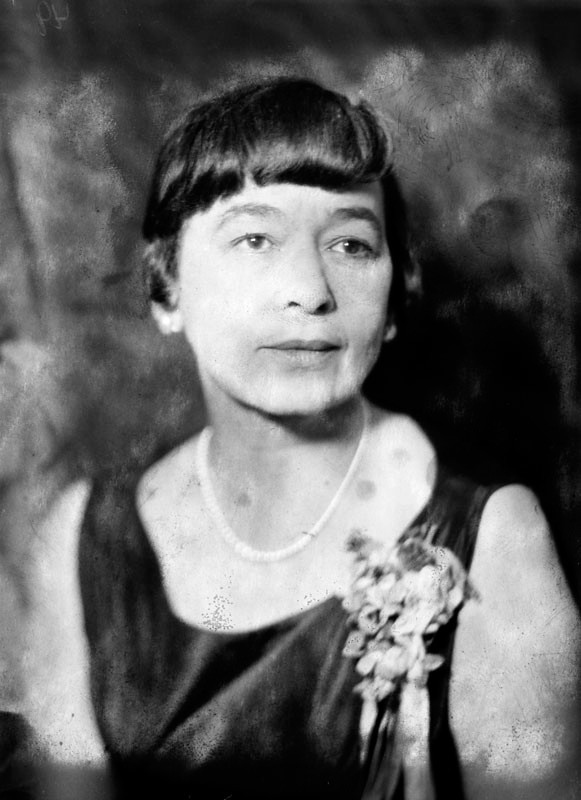
Harriet Bosse, fotograferad av Jan de Meyere.